# Orthocis juglandis
Orthocis juglandis is een keversoort uit de familie houtzwamkevers (Ciidae). De wetenschappelijke naam van de soort werd in 1885 gepubliceerd door Edmund Reitter.